# Irakische Raketenangriffe auf Israel
Am 17. Januar 1991 begann der Irak eine Raketenoffensive gegen Israel. Im Verlauf des folgenden Monats wurden etwa 42 Scud-Raketen auf israelisches Gebiet abgefeuert, hauptsächlich auf die Städte Tel Aviv und Haifa. Die Raketenangriffe begannen am selben Tag wie die Luftbombardements im Golfkrieg, die militärische Infrastrukturen im von Irak besetzten Kuwait zum Ziel hatten. Da viele muslimisch geprägte Länder aktiv zur von der US-geführten Militärkoalition beitrugen, erwartete die irakische Regierung, dass diese ihre Unterstützung zurückziehen würden, wenn Israel auf die Raketenangriffe mit einem Angriff auf den Irak reagierte. Israel wurde jedoch von Jordanien und den Vereinigten Staaten überzeugt, nicht zu retaliieren: Der jordanische König Hussein bin Talal hatte den israelischen Premierminister Yitzhak Shamir zwei Wochen zuvor in einem bilateralen Treffen überzeugt, die Stabilität Jordaniens zu berücksichtigen und den jordanischen Luftraum nicht zu verletzen; und die Bush-Administration hatte die Verteidigungsunterstützung für Israel erhöht, um aktiv auf die Angriffe des Iraks zu reagieren und einen israelischen Gegenangriff zu verhindern, um sicherzustellen, dass die muslimischen Länder der Koalition sich nicht zurückzogen. Am 23. Februar 1991 begann die Koalition mit einer Bodenoffensive in das vom Irak besetzte Kuwait und den Irak.

## Hintergrund
Während des Palästinakriegs, des Sechstagekriegs und des Jom-Kippur-Kriegs traten die Armeen des Iraks und Israels im Rahmen des breiteren Arabisch-Israelischen Konflikts gegeneinander an. Während des gesamten Iran-Irak-Kriegs von 1980 bis 1988 unterstützte Israel den Iran im Krieg gegen den Irak durch die Lieferung von militärischer Ausrüstung, einschließlich Ersatzteilen für Kampfflugzeuge, Raketensystemen, Munition und Panzerantrieben. Zu Beginn des Konflikts stammten etwa 80 % aller vom Iran importierten Waffen aus Israel. Am 7. Juni 1981 bombardierte Israel mit Unterstützung der iranischen Geheimdienste den irakischen Osirak-Atomreaktor. Die Motive Israels zur Unterstützung des Irans resultierten aus der Angst vor den Folgen eines irakischen Sieges und der Möglichkeit, Geschäfte für die israelische Rüstungsindustrie zu schaffen.

## Angriffe
Während der gesamten Luftkampagne im Golfkrieg feuerten irakische Streitkräfte vom 17. Januar bis zum 23. Februar 1991 etwa 42 Scud-Raketen auf Israel ab. Das strategische und politische Ziel der irakischen Kampagne war es, eine militärische Reaktion Israels zu provozieren und potenziell die von den US-geführte Koalition gegen den Irak zu gefährden, die volle Unterstützung und/oder umfangreiche Beiträge von überwältigend vielen Staaten der muslimischen Welt erhielt. Diese Koalition hätte immense diplomatische und materielle Verluste erlitten, wenn muslimisch geprägte Staaten aufgrund der politischen Situation des anhaltenden israelisch-palästinensischen Konflikts ihre Unterstützung zurückgezogen hätten. Trotz der Tötung und Verletzung israelischer Zivilisten sowie der Beschädigung der israelischen Infrastruktur konnte der Irak aufgrund des Drucks der Vereinigten Staaten auf Israel, nicht auf „irakische Provokationen“ zu reagieren und bilaterale Eskalationen zu vermeiden, keine israelische Vergeltung provozieren.

## Raketen
In den späten 1980er Jahren modifizierte der Irak sein Scud-Raketenarsenal, um eine SRBM namens Al-Husayn zu entwickeln. Der Hauptgrund für die Verbesserungen war die Erhöhung der Reichweite dieser Raketen. Allerdings ging die Erhöhung der Reichweite mit einem Verlust an Genauigkeit und struktureller Stabilität einher, und in mehreren Fällen zerbrachen die irakischen Raketen, die auf Israel abgefeuert wurden, in der Luft oder verfehlten ihr Ziel. Darüber hinaus detonierten die Gefechtsköpfe der Raketen in mehreren Fällen nicht, mit einer berichteten Fehlzündungsrate von über 10 %.
Die gegen Israel abgefeuerten Raketen waren konventionelle Gefechtsköpfe und stammten nicht aus chemischer Herkunft. Wären chemische Gefechtsköpfe verwendet worden, wären die Verluste erheblich höher gewesen.

## Warnzeit
Ab dem zweiten Angriff erhielten die israelischen Bürger einige Minuten Vorwarnung vor einem bevorstehenden Raketenangriff. Dank der gemeinsamen Satelliteninformationen der Vereinigten Staaten über Raketenstarts hatten die Bürger ausreichend Zeit, um Schutz vor dem bevorstehenden Raketenangriff zu suchen.

## Opfer
Berichten zufolge starben zwei israelische Zivilisten direkt infolge der Raketenangriffe. Zwischen 11 und 74 Menschen starben aufgrund unsachgemäßer Verwendung von Gasmasken, Herzinfarkten und falscher Anwendung des Anti-Chemiewaffen-Medikaments Atropin. Insgesamt wurden 4100 Gebäude beschädigt, von denen mindestens 28 zerstört wurden. Das Gebiet mit den meisten Schäden war die Stadt Ramat Gan. Viele Informationen zu den Opfern waren nicht verfügbar; weitere Informationen wurden 30 Jahre später aus dem Militärarchiv veröffentlicht.